# Shapu, Fujian
Shapu (kinesiska: 沙埔) är en köping i sydöstra Kina. Den ligger i Fuqing i staden Fuzhou i provinsen Fujian, omkring 74 kilometer söder om provinshuvudstaden Fuzhou. Antalet invånare är 39 558. Befolkningen består av 19 969 kvinnor och 19 589 män. Barn under 15 år utgör 19,0 %, vuxna 15-64 år 70 %, och äldre över 65 år 10,0 %.